# Godło Nepalu
Godło Nepalu – jeden z symboli Nepalu.  

## Opis
Godło przyjęto 28 maja 2008 po zakończeniu nepalskiej wojny domowej. Na godle znajduje się flaga Nepalu, Mount Everest, zielone wzgórza oznaczające pagórkowatą część Nepalu, a kolor żółty oznacza żyzne tereny terai. Uścisk męskiej i kobiecej dłoni symbolizuje równość płci; całość otoczona jest wieńcem różanecznika (narodowego kwiatu). Powyżej dłoni widoczny jest biały obrys kształtu granic Nepalu. Pod całością znajduje się wstęga z zapisaną sanskrytem dewizą państwa: 
जननी जन्मभूिमश्च स्वर्गादिप गरीयसी
("Matka oraz Ojczyzna są ważniejsze nawet od raju").

## Wcześniejsze godło
Wcześniej godło Nepalu przedstawiało typowy krajobraz podnóża Himalajów: wysokie góry, górskie łąki i rzekę. Na wizerunku tym znajdował się ponadto narodowe symbole Nepalu: krowa - zwierzę narodowe Nepalczyków, miejscowy gatunek bażanta olśniak himalajski - będący ptakiem narodowym oraz kwiat rododendronu - roślina narodowa. Po obu stronach godła stali żołnierze z ludu Gurkhów
Ponad tym krajobrazem znajdowały się dwie nepalskie flagi, dwa skrzyżowane sztylety kukri - tradycyjna broń mieszkańców kraju i dwa ślady stóp boga Wisznu (którego inkarnacją mają być władcy Nepalu). Nad całością znajdował się wizerunek nepalskiej korony królewskiej. 
U dołu umieszczona była wstęga z zapisaną sanskrytem dewizą państwa: 
जननी जन्मभूिमश्च स्वर्गादिप गरीयसी
("Matka oraz Ojczyzna są ważniejsze nawet od raju").

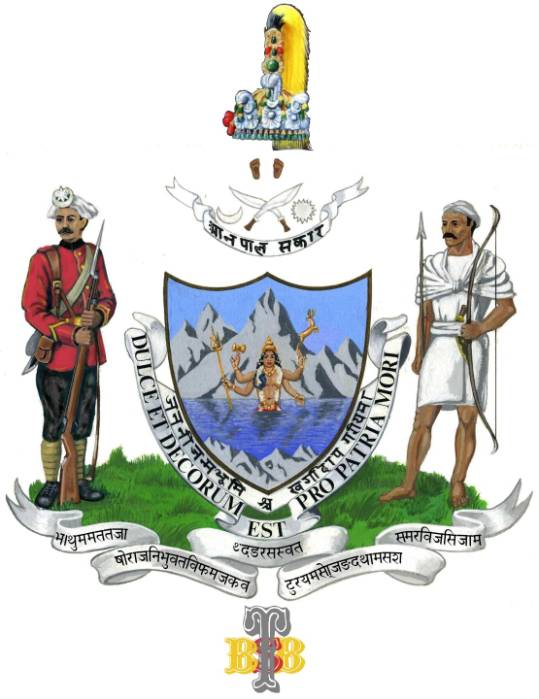
Herb Królestwa Nepalu (1935)
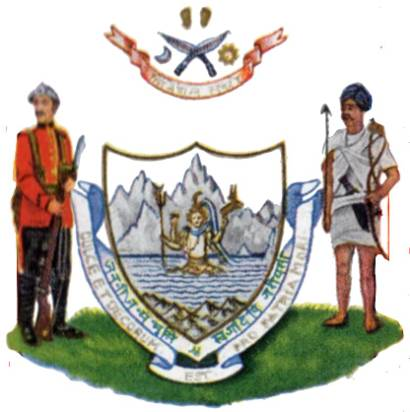
Herb Królestwa Nepalu (1935–1946)
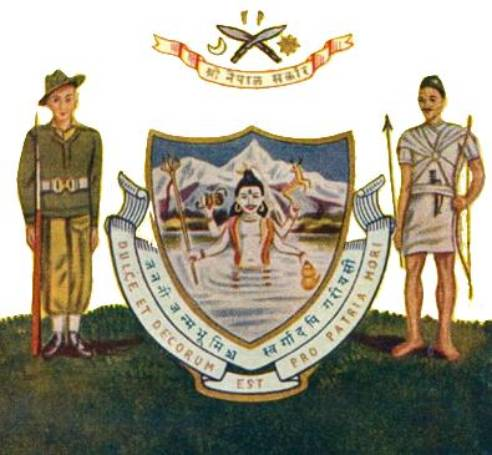
Herb Królestwa Nepalu (1946)
Herb Królestwa Nepalu (1962–2008)